# Seschemnefer I.

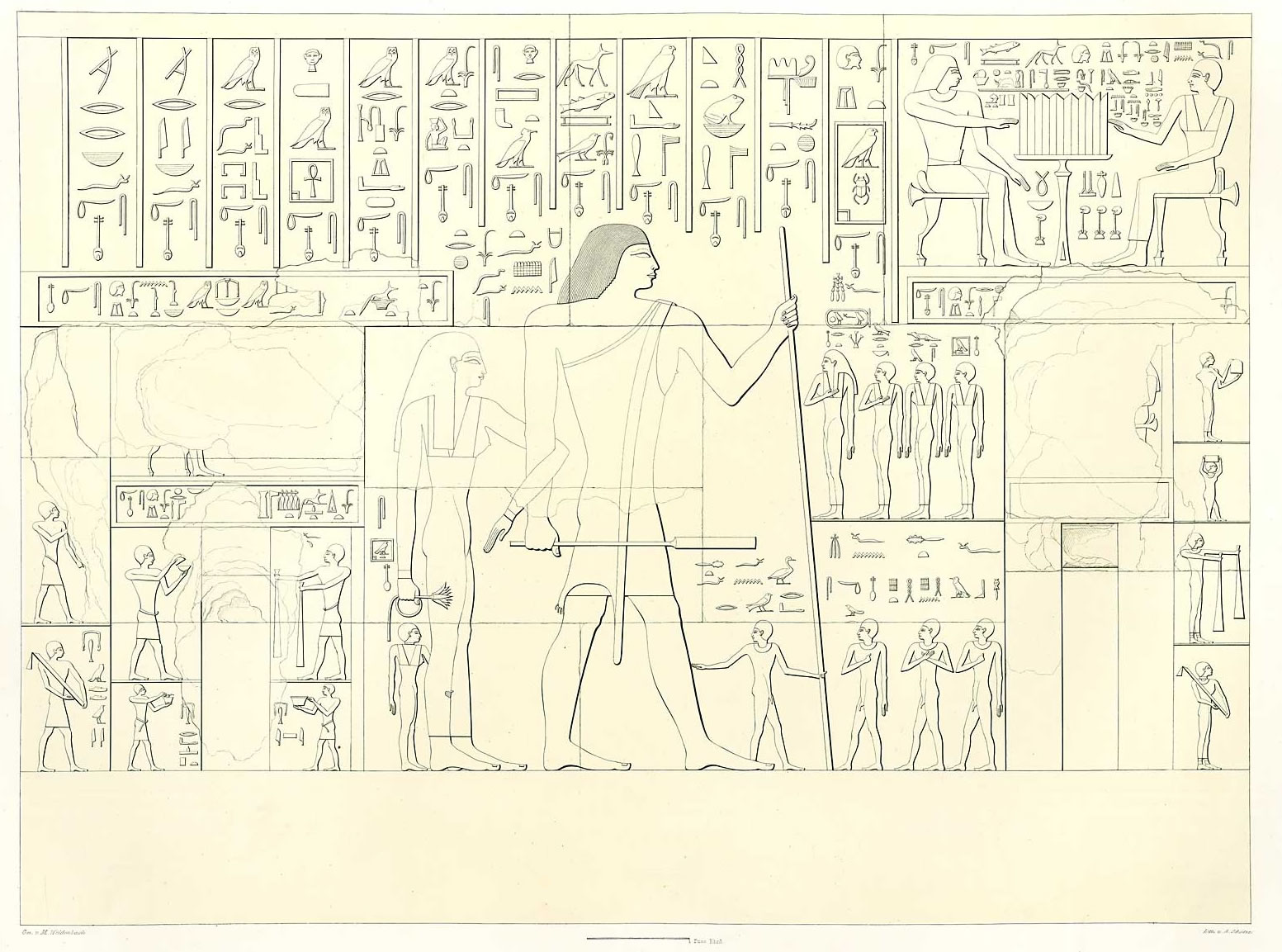
Reliefdarstellung aus der Mastaba des Seschemnefer I.

Seschemnefer I. (auch Seschemnofer I.) ist der Name eines altägyptischen Beamten der frühen 5. Dynastie zur Zeit des Alten Reiches. Er ist von seiner Mastaba (G 4940) in Giza bekannt, deren Kultkapelle dekoriert ist und Informationen zu seiner Person liefert. Sein wichtigster Titel war Vorsteher der Arbeiten des Königs. Er war damit ein hoher Hofbeamter. Seschemnefer I. war anscheinend das erste Mitglied einer Familie, die über mehrere Generationen wichtige Ämter innehatte. Die Zuordnung seiner Person zu dieser Familie ist jedoch unsicher und beruht auf Namensgleichheiten und dem Standort seines Grabes in der Nähe zu den Grabanlagen der anderen Familienmitglieder.
Die Familie des Seschemnefer ist gut bekannt. Seine Gemahlin hieß Imendjefaes. Fünf Söhne sind in seinem Grab dargestellt: Ach, Pehenptah, Rawer, Chufuanchu und Seschemnefer der jüngere.
Bei seiner Mastaba handelt es sich um einen großen, rechteckigen Steinbau mit einer Kapelle an der Südost-Seite. Die Wände der Kapelle sind mit flachem Relief dekoriert und zeigen, wie Seschemnefer I. und seine Familie Opfer erhalten. Die Grabanlage wurde schon von der Karl-Richard-Lepsius-Expedition gefunden und zum Teil publiziert. 2001 erhielt sie von Naguib Kanawati eine erneute wissenschaftliche Veröffentlichung.